# قائمة الأفلام التونسية في الترشيحات الأولية لجائزة الأوسكار لأفضل فلم أجنبي
قدمت تونس فيلمًا لجائزة الأوسكار لأفضل فيلم بلغة أجنبية لأول مرة في عام 1995.
يتم تسليم الجائزة سنويًا من قبل أكاديمية فنون وعلوم الصور المتحركة إلى الأفلام السينمائية الطويلة التي أُنتجت خارج الولايات المتحدة، والتي تتضمّن بشكل أساس على حوار غير إنجليزي.
اعتبارًا من عام 2019، تم تقديم ستة أفلام تونسية لجائزة الأوسكار لأفضل فيلم بلغة أجنبية، ولم يتم ترشيح أي منها.

## الأفلام المقترحة
منذ سنة 1956، دعت أكاديمية فنون وعلوم الصور المتحركة صُنّاع الأفلام في مختلف البلدان لتقديم أفضل فيلم لجائزة الأوسكار لأفضل فيلم بلغة أجنبية. تُشرف لجنة جائزة الأوسكار لأفضل فيلم بلغة أجنبية على العملية وتستعرض جميع الأفلام المقدمة. بعد ذلك، يُقام التصويت عبر الاقتراع السري لتحديد المرشحين الخمسة للجائزة. فيما يلي قائمة بالأفلام التي قدمتها موريتانيا لمراجعتها من قبل الأكاديمية للحصول على جائزة الأوسكار لأفضل فيلم بلغة أجنبية.
| السنة (الحفل)                                  | عنوان الفيلم في الترشيح | العنوان الأصلي           | اللغة                     | المُخرج           | النتيجة                     |
| ---------------------------------------------- | ----------------------- | ------------------------ | ------------------------- | ---------------- | --------------------------- |
| 1995 حفل توزيع جوائز الأوسكار الثامن والستون   | السحر                   | Le magique               | اللهجة التونسية، الفرنسية | عز الدين المليتي | لم يُرشّح                     |
| 2002 حفل توزيع جوائز الأوسكار الخامس والسبعون  | صندوق عجب               | La Boîte magique         | الفرنسية، اللهجة التونسية | رضا الباهي       | لم يُرشّح                     |
| 2016 حفل توزيع جوائز الأوسكار التاسع والثمانون | على حلة عيني            | À peine j'ouvre les yeux | اللهجة التونسية، الفرنسية | ليلى بوزيد       | لم يُدرج في القائمة النهائية |
| 2017 حفل توزيع جوائز الأوسكار التسعون          | آخر واحد فينا           | The Last of Us           | بدون حوار                 | علاء الدين سليم  | لم يُرشّح                     |
| 2018 حفل توزيع جوائز الأوسكار الحادي والتسعون  | على كف عفريت            | Aala Kaf Ifrit           | اللهجة التونسية           | كوثر بن هنية     | لم يُرشّح                     |
| 2019 حفل توزيع جوائز الأوسكار الثاني والتسعون  | ولدي                    | Weldi                    | اللهجة التونسية           | محمد بن عطية     | لم يُرشّح                     |